# 魏晋南北朝文学
从汉末三国时期到隋朝建立之前的文学一般被统称为魏晋南北朝文学。这一时期的诗歌有很大发展，出现了建安七子，謝朓，谢灵运，陶渊明等诗人。他们的作品对后来的唐代诗歌有很大影响。駢文是这一时期兴盛的文体。文学评论也是这一时期的重要成就，出现了《文心雕龙》，《诗品》这样的重量级作品。

## 詩歌
東漢末年，天下大亂，群雄並起。建安年間，戰爭連年不斷，最後中國大致上分裂成魏蜀吳三個國家，正式進入三國時代。在當時中國的經濟文化的重心仍然集中在曹魏的中原。曹操用人唯才，一時人才濟濟。在文壇上，以建安七子為代表，分別為：孔融、陳琳、王粲、徐幹、阮瑀、應瑒及劉楨。曹操、曹植、曹丕三父子本身也長於寫詩，他們與建安七子攜手創作了不少擁有真實情感及反映現實的文學作品，風格慷概悲涼，世稱“建安風骨”。
建安詩人的作品繼承了漢朝五言詩及樂府的主題及精神，文學的形式也從民歌蛻變，表現技巧也大大地提升。他們的作品大致可以分成沿襲漢朝故事式的樂府作品及一些指明特定對象，也包括自己在內的私人的贈答詩。這些贈答詩中，與之前的五言古詩表達普通的情感不同，這時期的詩歌個性比較鮮明，情感豐富，當中又以曹植為代表。

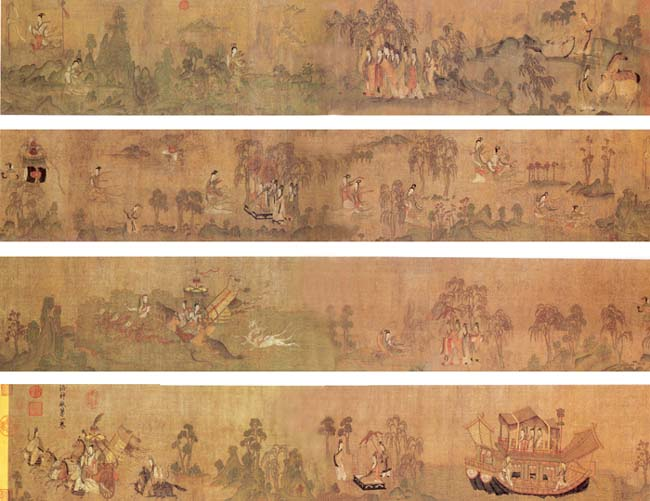
各个版本的洛神賦圖

曹植在與曹丕爭奪帝位失敗後，後半生一直鬱鬱不得志，而他的五言詩就許多時也反映出他那種不遇的悲憤。他的作品豐富，如一些贈答詩《贈白馬王彪》是其代表作。此外也寫有一些歌行體，及賦，如《洛神赋》等。曹植的五言詩大大地拓展了五言詩的題材。
至魏晉交替期，深受道家思想影響的阮籍把五言詩的題材帶進到一個新領域。三國時代末期，魏國統治者的大權逐漸落到司馬氏父子之手，而司馬氏父子也用盡不同的陰謀企圖篡奪帝位，殺害忠良。在這個政治黑暗之世，阮籍寫下《詠懷詩》八十二首，表達出他那複雜屈折的情感及從多角度暗暗地反映當時現實的作品。透過一系列作品的中心思想，反映詩人厭惡受慾望驅使的人，紅顏少年始終也會衰老，隨著時間的流逝，什麼東西終會走進滅亡的絕望感等等，充滿厭世的思想感情。這系列作品環繞著這一種厭世思想，在這之上加入一些形而上的思辨，帶有說理性質，與《古詩十九首》只是排遣因無常感而產生的苦悶不同。
踏入西晉，社會上的貴族階層基本上定型，詩歌也偏向於反映貴族的生活，此時期的代表詩人有潘岳及陸機。
他們的作品講究美的意識及修辭技巧，除了一些貴族的酬唱詩歌外，也有一些發自內在思想感情的出色詩歌。從五言詩的流變看來，潘岳的《悼亡詩》三首有重要的地位。善寫哀悼詩文的潘岳，因妻子的離世而寫下的《悼亡詩》充滿著高度的修辭技巧，建構出一個悲傷的格調。五言詩的悲歌類型的作品直到潘岳的《悼亡詩》表現手法達至成熟。同時代的陸機重視修辭，講究對仗、用典，從而建立出獨特的詩的格調。陸機是多類型的作家，除了五言詩外，也有不同類型的文學作品，其中他的《文賦》就探討了許多文學創作中會遇到的問題。西晉時期的詩人相比於詩的題材，他們更重視詩的表達技巧。
自《古詩十九首》以來，五言詩一直以悲歌格調為主，踏入東晉，風格逐漸轉變。但因為外族侵逼，晉室南渡，建立東晉政權。那時候許多貴族沉迷於佛老思想，崇尚清談，而富道教神仙色彩的“玄言詩”盛行於一時，代表作有郭璞《遊仙詩》十四首。這類型作品主題主要是反映出詩人離開俗世，嚮往山中的神仙世界，當中加入一些自然景物。隨著“玄言詩”的盛行，詩歌開始偏離錯綜複雜的現實世界，轉而以美麗山川自然為對象。到南朝，詩歌的題材也開始從老莊思想轉變至山水景物，當中以劉宋的山水詩人謝靈運為代表。
在東晉末，陶潛以歸隱田園生活為主題創作了許多詩歌。相比謝靈運那種講究修辭技巧及描寫山水景物的山水詩，陶潛用一些比較淡雅的文字來歌頌自己對田園隱遁生活的熱愛，對官場及俗世感到厭惡，這類型的主題與五言詩以悲歌為主調的潮流完全不同。他的文學成就在當時還沒有受到注意，一直到宋朝才正式被肯定。南朝此後的齊梁陳朝，均是短命的王朝，詩歌也重新轉向描寫貴族生活。當中有對特定對象進行描述的“詠物詩”及描寫女性的“艷情詩”，帶有強烈的頹廢傾向。
隨著這種傾向的發展，南朝詩人越來越講求表達技巧，也開始重視詩歌的音律。梁朝沈約順應這個潮流，開始對音律進行研究，並把語言的聲調歸納為平、上、去、入四聲，提出作詩的時候也要跟音律取得平衡。五言詩的發展在這時期踏入最後的階段，其後逐漸催化成唐朝的近体诗形式。但是，由於南朝詩人講究詩歌表現技巧及音律，忽視了詩歌的思想內容，是詩歌陷入內容空泛，無病呻吟的毛病。沈約慨嘆二百年來沒有詩人能夠在詩歌上取得思想內容及音律的平衡，除了謝脁。謝脁詩風纖細，在描繪自然景物同時也帶有個人的思想感情，這一種清新的詩風在後世唐朝的詩人如李白等受到推崇。

## 駢文
- 庾信
- 鮑照
- 左思
- 潘岳
- 陸機
- 謝莊
- 江淹
- 孫綽
- 蕭子暉

## 小說
在魏晉南北朝時期，短篇小說也開始盛行。由於當時社會動盪，人民生逢戰亂，許多人對現世失去興趣，轉而重視奇怪的事物，而當中的“志怪小說”正是這個時代應運而生的產物。這一類型的小說雖然是記載一些奇怪的事物，但不像後世的小說內容完全是虛構的。代表作有東晉歷史學家干寶的《搜神記》。另外，由於當時佛道盛行，也有一些以道教遊仙思想為主題的作品，如葛洪的《神仙傳》，雖與志怪小說不同，但與集中敘述異界，仙界的主題一致。在這個時期，另外一種的題材是收錄歷史上名士逸話的“志人小說”，代表作有劉宋時期劉義慶編修的《世說新語》。其內容敘述東漢末到東晉末的名士言行，共1030個故事，分成36個綱目。其思想環繞當時崇尚清談的風氣，也描畫出貴族的獨特生活，與志怪小說一樣，也可以看成沒有正視動盪的政治社會的作品。雖然小說內容簡單及篇幅短少，結構也不一定完整，但卻為後世小說創作提供了不少的題材。

## 文學評論
在魏晉之前，中國雖然沒有出現文學評論的專書，但在一些文獻也透露出一些人對一些文學作品的意見。比如在《左傳》《論語》，許多時候會引用《詩經》來表達自己的意見，雖然只是一些片言隻字的牽強附會，但也是反映出讀者對該作品的觀感及意見。至戰國時代，一些人開始對這種牽強附會去解釋經典提出異議，如《孟子》就提出“說詩者，不以文害辭，不以辭害志。以意逆志，是為得之。如以辭而已矣，《云漢》之詩曰：‘周余黎民，靡有子遺?。’信斯也，是周無遺民也。”他認為，如果只著重一字一句去理解，就不能夠掌握作者整片作品的意思，換言之，了解作者的心意是非常重要的意思。至兩漢，《毛詩序》及班固的《離騷序》《離騷贊序》就分別對《詩經》及《離騷》從儒家思想進行分析及批評。比如前者把《詩經》一些愛情詩說成是歌頌后妃之德的教化詩，後者著重作者屈原生平而非作品進行批判。至稍後的王逸在其《楚辭章句》中，嘗試推翻班固的意見，從價值判斷中抽離，直接對作品進行評論。

### 典論·論文
此後，一直到三國時代，文學的地位逐漸從其他的學術分類中獨立出來，文學開始在文學的觀點中重新被認識。在這時期，魏文帝曹丕的《典論·論文》就是專門論述文學的文章。他在文中提到：“蓋文章，經國之大業，不朽之盛事”。這裡的“文章”，並不是局限於詩賦的狹義文學，也包括今天的公文，哲學文章等等。在這篇文章，曹丕不單止對古代以來的文學，還對當時建安文學的成員及其作品進行評論。比如：
|  | 王粲長於辭賦，徐幹時有齊氣，然粲之匹也。如粲之初征，登樓，槐賦，征思，幹之玄猿，漏卮，圓扇，橘賦，雖張，蔡不過也。然於他文，未能稱是。 |

建安七子的王粲徐幹雖然擅長辭賦，但其他的文學類別就要比張衡，蔡邕遜色。這是由於每一個作者有其個性，故有擅長和不擅長的文學類型。在不同的文學類型（奏、議、書、論、銘、誄、詩、賦）有不同的作法，“故能之者偏也；唯通才能備其體”，會寫文章的人也各有偏好，只有通才的人才能兼擅各種文體。，道出要完全擅長所有的文學作品是非常困難。在文體的掌握上，他又提出先天的“氣”的概念：“文以氣為主，氣之清濁有體，不可力強而致……雖在父兄，不能以移子弟。”文學創作的根本取決於“才氣”，這是作者先天上被賦予的資質，並不是後天勉強努力就能達到。這種天資，就算是親生的孩子也不可能繼承。

### 文賦
《典論·論文》發表後不足一百年，西晉陸機也寫成了《文賦》一篇，也是魏晉時期文學評論中的代表作之一。該文以賦體寫成，內容敘述較為抽象的文學理論及評論，並不是對特定的作家或作品進行評論。該文以創作原理為開始，從過去與當時的文學作品及自己作品的看法為基礎而建立出來的文學理論。正如序中所言：“余每觀才士之所作，竊有以得其用心……故作文賦，以述先士之盛藻，因論作文之利害所由。”

《文賦》開首就寫道：
|  | 佇中區以玄覽，頤情志於典墳。遵四時以歎逝，瞻萬物而思紛。悲落葉於勁秋，喜柔條於芳春，心懍懍以懷霜，志眇眇而臨雲。 |

就是說，站在宇宙中心去環視四周，在古代典籍中吸收養分，在掌握到空間上及時間上的全部東西的基礎之後，作者自然會被季節的轉變（時間）及天下間的自然萬物（空間）所刺激，寫作的旨趣自會油然而生。
此外，陸機在眾多文學體裁論述上，提出不同的文體有不同的標準去衡量，正是“體有萬殊，物無一量”。此文先後對詩，賦，碑，誄，銘，箴，頌，論，奏，說十種進行分析。跟《典論·論文》相比，《文賦》所提出的文體跟前者有重複也有增加，論述也比較詳細，但最大的分野是前者把官方性質的散文“奏”“議”放在詩賦之前，後者把這類型的文體放在七種韻文之後，這正暗示能夠直接表達個人感情的文體逐漸成為文學的中心，也跟現在文學的概念接近。此文之所以能對眾多的文學體裁提出論述，除了陸機自身是擅長不同文學體裁的作家外，也跟當時文壇的多樣化有關。

《文賦》的另一個特徵就是對作家心理的分析。雖然該文並沒有對特定的作家或作品進行評論，但陸機在閱覽眾多古來的文學作品之後概括出一些文學的理論，再配合自己的創作經驗，展示出作家在創作中寫什麼，不寫什麼及其創作過程。比如文中：
|  | 必所擬之不殊，乃闇合乎曩篇。雖杼軸於予懷，怵佗人之我先。苟傷廉而愆義，亦雖愛而必捐。 |

這就談論到作家自身欠缺獨創性及跟前人的作品相類同的問題。如果自己所創作的是之前已經出現就要割愛，這正栩栩如生地描畫出前人作品與自己的創作互相格鬥的情景。
另外，在作品完成後的遺憾（恆遺恨以終篇，豈懷盈而自足）及創作的時候不能夠隨心所欲（及其六情底滯，志往神留）等等，也是只有作家才有的苦惱，陸機對這類問題也提出客觀的分析。這一種富高度思辨性的文學評論的風格，到《文心雕龍》出現後，達到開花結果的程度。

### 文心雕龍
踏入5世紀，詩人顏延之，謝靈運等人也發表過一些文學評論的著述，而江淹及謝靈運更在他們的“模擬詩”中把自己對以前文學作品的看法反映在自己的作品上，文學評論在南北朝越來越變得繁榮。如果要數最高潮，就不可不提梁朝劉勰的《文心雕龍》及鐘嶸的《詩品》。
《文心雕龍》共50篇，是中國文學史上史無前例具系統性的嚴格文學評論巨著，作者從不同角度去分析各式各樣的文學體裁及問題。全書50篇大致可以分成兩部分，前半25篇的首5篇是敘述文學原理，之後的20篇，就把文學體裁劃分為33種類別進行詳細的分析，輔以該類作品的例子，把該類文學體裁的起源，特質及應有的面貌展示出來。後半25篇，不計最後一篇作為該書的序《序志》篇，主要涉及文學及作家的種種問題，如修辭，聲律，比喻，個性等等。雖然作者有深厚的儒家典籍的根基，但他也認為緯書及其他諸子百家的典籍在文學創作上有可借鑒的地方，遂把之納入考察對象，這一點也是《文心雕龍》的總合性當中的一個特徵。
有關劉勰對前人文學作品的看法，在《文心雕龍》一書隨處可見。比如以探討楚辭為主題的《辨騷》篇，他對歷代評論家跳離作品內容隨意發表議論提出異議（“褒貶任聲，抑揚過實，可謂鑒而弗精，玩而未核者也”），認為應該按著作品的字句內容進行考察（“將核其論，必征言焉”）。沿著這個思路，劉勰歸納出楚辭的特徵：“同于風雅”四點（“典誥之體”，“規諷之旨”，“比興之義”，“忠恕之辭”）及“異乎經典”四點（“詭異之辭”，“譎怪之談”，“狷狹之志”，“荒淫之意”）。後者雖有不足的地方，但整體來看也有高度的文學性及藝術性，應該冷靜及總合性地進行分析。
根據劉勰自己從具體的文學作品中進行分析的切身經驗，他也在《知音》篇中論述評論作品的難處，這也可以看成劉勰的文學評論中的方法論。讀者之所以不能夠正確理解作品的原因是因為“貴古賤今”，“崇己抑人”及“信偽迷真”。就是說，凡是古代的作品都認為是好的作品，輕視當今的作品；對自己的標準較低但對別人的標準較高；自己本身沒有識見卻胡亂地相信一些荒謬的論述。此外，他也提出“夫篇章雜沓，質文交加，知多偏好，人莫圓該……會 己則嗟諷，異我則沮棄”，就是說，文學作品種類繁多，讀者之間也各自有不同的看法，由於大家的興趣不同而對作品好壞的理解也不同，故此評論不能夠中肯。
那麼，怎樣可以正確地理解文學作品呢？首先，讀者必須大量地閱讀不同文學作品，這樣才可以“無私于輕重，不偏于憎愛，然后能平理若衡，照辭如鏡矣。”
關於具體的文學分析及評論方法，劉勰提出從以下六個角度進行觀察：“位體”（文學體裁），“置辭”（措辭），“通變”（傳統的繼承及創造），“奇正”（正統及異端的調和），“事義”（典故的運用），“宮商”（韻律）。但在這當中，只有“通變”，“奇正”及“事義”是稍稍涉及作品內容，其他的也只是觸及文學作品的基本的表達技巧。但劉勰所認為的對文學作品的正確理解並不是單單的從表達技巧的角度去探求，他也寫道：“夫綴文者情動而辭發，觀文者披文以入情”，由於文學作品是透過表達技巧把作者的思想感情反映在文字上，讀者必須反過來從表達技巧中考察才可以確實的掌握作者的思想感情。
除了以上六個角度，劉勰也有其他的篇章，比如《麗辭》、《誇飾》、《事類》、《聲律》等等對不同的文學問題進行論述。《文心雕龍》一書既探討了基本的文學理論，也談及作家在文學創作時候遇到的問題，甚至在讀者應該怎樣去理解文學作品的問題上也有很詳細的分析。

### 詩品
相比同時期《文心雕龍》網羅各種各樣的文學問題進行探討，鍾嶸的《詩品》集中以詩，尤其是五言詩為對象進行品評。該書把從漢朝到梁朝123位詩人劃分為“上品”、“中品”、“下品”共九個等級，並加以論述，其等級制與當時朝廷選士制度“九品中正制”相類，同時期其他的藝術範疇如謝赫《古畫品錄》，庾肩吾《書品》及梁武帝《圍棋品》也運用等級制進行評述，也可以看到《詩品》一定程度上是受這個風氣影響的。
《詩品》的一大特徵，就是把眾多的詩人按詩風劃分成系譜，源流主要分成“詩經”及“楚辭”兩大陣營，前者有關人物如曹植，劉楨，沅籍，左思，陸機，謝靈運等，後者包括曹丕，王粲，潘岳，張協等人。詩經系的詩人主要是西晉前的，楚辭系的則是西晉以後。根據鍾嶸的看法，他較肯定詩經系的詩人的成就，這也跟鍾嶸發覺到在當時詩壇出現的流弊有關。
在眾多詩人中，鍾嶸給予曹植很高的評價：“骨氣奇高，詞彩華茂，情兼雅怨，體被文質，粲溢今古，卓爾不群。”鍾嶸推崇曹植的原因就是作品內在的強韌的思想感情及外在的華美的詞彩，這兩方面也可以看成鍾嶸品評詩歌的標準。用同樣的角度，他認為劉楨“真骨淩霜，高風跨俗，但氣過其文，雕潤恨少。然自陳思以下，楨稱獨步”，王粲則“文秀而質羸......方陳思不足，比魏文有餘。”劉楨長於“骨氣”但欠缺“詞彩”，王粲有“詞彩”但欠缺“骨氣”，故此其地位次於曹植。縱觀鍾嶸的看法，他對詩經系的詩人給予“骨”，“氣”等等的評語，認為作品中有強而有力的思想情感。